# John P. Lomenzo
John P. Lomenzo senior (* 12. August 1915; † 7. Juni 2004 in Rochester, New York) war ein US-amerikanischer Jurist und Politiker (Republikanische Partei).

## Werdegang
Über die Jugendjahre von John P. Lomenzo senior ist nichts bekannt. Er graduierte an der Fordham University School of Law und erhielt 1939 seine Zulassung als Anwalt. Später war er Richter am Monroe County Court, als er 1962 für das Amt des New York State Comptroller kandidierte. Er erlitt bei der Wahl eine Niederlage gegenüber dem Amtsinhaber Arthur Levitt senior. Am 22. August 1963 ernannte ihn der Gouverneur von New York Nelson Rockefeller zum Secretary of State von New York – ein Posten, den er bis zu seinem Rücktritt im Dezember 1973 bekleidete. Lomenzo war von 1970 bis 1971 Präsident der National Association of Secretaries of State. 1964 nahm er als Ersatzmann (Alternate Delegate) an der Republican National Convention in San Francisco (Kalifornien) teil. Seit 1975 war er Direktor der Conair Corporation. Ferner war er Partner in der Kanzlei Field, Lomenzo & Turret.
Sein Sohn John P. Lomenzo junior ist seit 1995 Town Court Justice in Penfield (New York).